# Čestná medaile za práci
Čestná medaile za práci (francouzsky: Médaille d'honneur du travail) je vyznamenání Nigerské republiky založené roku 1967. Udílena je prezidentem Nigeru občanům republiky i cizím státním příslušníkům za dlouhodobou práci a loajálnost k zaměstnavateli, či za snahu o zlepšení výrobních a pracovních podmínek.

## Historie a pravidla udílení
Medaile byla založena dne 7. září 1967 zákonem 67.126/MFP/T. Za správu tohoto vyznamenání zodpovídá velký kancléř Národního řádu.
Medaile je udílena zaměstnancům za dobrou a loajální službu k jednomu zaměstnavateli nebo za snahu o zlepšení výrobních či pracovních podmínek. Vyznamenanému musí být minimálně 35 let a obvykle je vyžadována délka služby minimálně 15 let. Ocenění mohou obdržet občané Nigeru, cizinci pracující v Nigeru a cizinci pracující v zahraničí pro nigerského zaměstnavatele. Výjimečně mohou být oceněni i občané Nigeru pracující v zahraničí pro nenigerského zaměstnavatele. Medaile jsou prezidentem Nigeru vyznamenaným obvykle předávány 1. května na Svátek práce.

## Insignie
Na přední straně medaile je vyobrazen státní znak Nigeru. Při vnějším okraji medaile jsou nápisy ve francouzštině RÉPUBLIQUE DU NIGER (Nigerská republika) a FRATERNITE • TRAVAIL • PROGRES (bratrství, práce, pokrok). Na zadní straně medaile je jméno příjemce a rok udělení vyznamenání. Náklady na vyrytí nese zaměstnavatel oceněného.
Stuha z hedvábného moaré sestává z devíti pruhů v barvě zelené, bílé, oranžové, zelené, bílé, oranžové, zelené, bílé a oranžové. Barevné provedení tak odpovídá barvám nigerské vlajky.
Medaile se nosí nalevo na hrudi.

## Třídy
Medaile je udílena ve čtyřech třídách. Pro každou třídu jsou určeny roční kvóty.
- velká čestná medaile ve zlatě (grande médaille d'or) – Roční kvóta udává, že velkých zlatých medailí může být nejvýše 20 % počtu zlatých medailí.
- čestná medaile ve zlatě (médaille d'or) – Roční kvóta udává, že zlatých medailí může být nejvýše 40 % počtu stříbrných medailí.
- čestná medaile ve stříbře (médaille d'argent) – Roční kvóta udává, že stříbrných medailí může být nejvýše 40 % počtu bronzových medailí.
- čestná medaile v bronzu (médaille de bronze)